# Маунт-Абу
Маунт-Абу (хинди माउंट आबू, англ. Mount Abu) — город в Индии, штат Раджастхан.

## Географические особенности
Гора Абу, на одном из плато которой расположен город Маунт-Абу (англ. Mount Abu), — самый высокий пик в горном хребте Аравали в штате Раджастхан, в западной Индии. Она находится в районе Сирохи (Sirohi), в непосредственной близости от пустыни Тхар. Гора образует скалистое плато площадью 22х9 км. Самый высокий пик — Гуру Шихар, высотой 1722 метра над уровнем моря. Это место известно как «оазис в пустыне» — на горных высотах берет начало множество рек, озёр, водопадов и вечнозеленых лесов.

## История
В Пуранах область упоминалась как «Arbudaranya» («лес Arbhu») и «Abu» (Абу) — уменьшительная форма этого древнего названия. Считается, что мудрец Васиштха удалился на гору Абу после его диспутов с мудрецом Вишвамитрой.

## Достопримечательности
Маунт Абу — единственный город в Раджастхане, расположенный на холмах. В течение многих столетий это место популярно как спасающее от жары Раджастхана и соседнего штата Гуджарат. В 1960 году в Маунт Абу был создан заповедник живой природы, его территория 290 км².
Маунт Абу является родиной множества храмов джайнов. «Дильвара» (в переводе с хинди — «Утешитель сердец») — комплекс храмов, вырезанных из белого мрамора. Храмы были построены между XI и XIII столетиями нашей эры. Самый старый из них — храм Вимал Васахи, построенный в 1031 году нашей эры шахом Вималом и посвященный первому из тиртанкарасов джайнов. Храмы Лун Васахи были построены в 1231 году нашей эры братьями Ваступалом и Тейпалом, принадлежавшими к сообществу джайнов «Порвал». Они были министрами раджи Вира Дхоала, местного правителя Гуджарата.
В окрестностях города расположен форт Ачалгарх, построенный в XIV столетии Рана Кумбха Меваром. Он знаменит храмом Шивы, картинами, иллюстрирующими представления джайнов, и удивительными окрестностями. К нему прилегают несколько красивых джайнистских храмов, включая храмы Ачалешвар Махадев (1412 год) и Кантинатх (1513 год).
Озеро Накки — ещё одна популярная достопримечательность Маунт-Абу. Любопытна скала в форме сидящей жабы на холме около озера. На холмах рядом с озером находятся храм Рагхуматх и дворец махараджи Джайпура.
На горах сохранились также несколько индуистских храмов. Известен храм на вершине пика Гуру Шикхар.
Достопримечательность Маунт-Абу — здание «Ом Шанти Бхаван», построенное в 1983 году Всемирным духовным университетом «Брахма Кумарис» для проведения регулярных занятий студентов Брахма Кумарис и конференций.

## Транспорт
Самая близкая железнодорожная станция — Абу Роуд (Abu Road), находящаяся на равнине, к юго-востоку от горы. Станция находится на главной линии индийской железной дороги между Дели и Ахмедабадом.

## Демография
По данным переписи 2001 года Маунт Абу имел население в 22 045 человек. Мужчины составляли 58 %, женщины — 42 %. Маунт Абу имел среднюю норму грамотности 67 %, что было выше средней по стране (59,5 %): мужская грамотность — 77 %, женская — 55 %. В Маунт Абу 14 % населения — дети до 6 лет.